# Cimitero delle Porte Sante
Cimitero delle Porte Sante is een monumentale begraafplaats, die zich bevindt in het versterkte bastion van de San Miniato al Montebasiliek in Florence.

## Geschiedenis
Rond 1837 ontstond het idee om bij de San Miniato al Monte een begraafplaats aan te leggen. Deze werd evenwel pas in 1848 voltooid.
De aanleg werd gegund aan de architect Niccolò Matas (de ontwerper van de gevel van de Santa Croce). In 1864 vond er onder leiding van Mariano Falcini een uitbreiding plaats, waarbij het hele terrein van het zestiende-eeuwse fort rondom de basiliek werd gebruikt
De aanleg van de begraafplaats liep gelijktijdig met de uitbouw van het wegennet in Florence. In dit kader werd ook de Viale dei Colli aangelegd en een monumentale trap, zodat de basiliek nieuwe toegangswegen kreeg.
Er zijn op de begraafplaats veel grafmonumenten in neogotische stijl te zien.

## Beroemdheden
Op de begraafplaats liggen vele beroemde personen begraven, onder wie bijvoorbeeld
- Giuseppe Abbati
- Libero Andreotti
- Pietro Annigoni

- Pellegrino Artusi
- Luigi Bertelli bijgenaamd Vamba
- Alessandro Bonsanti

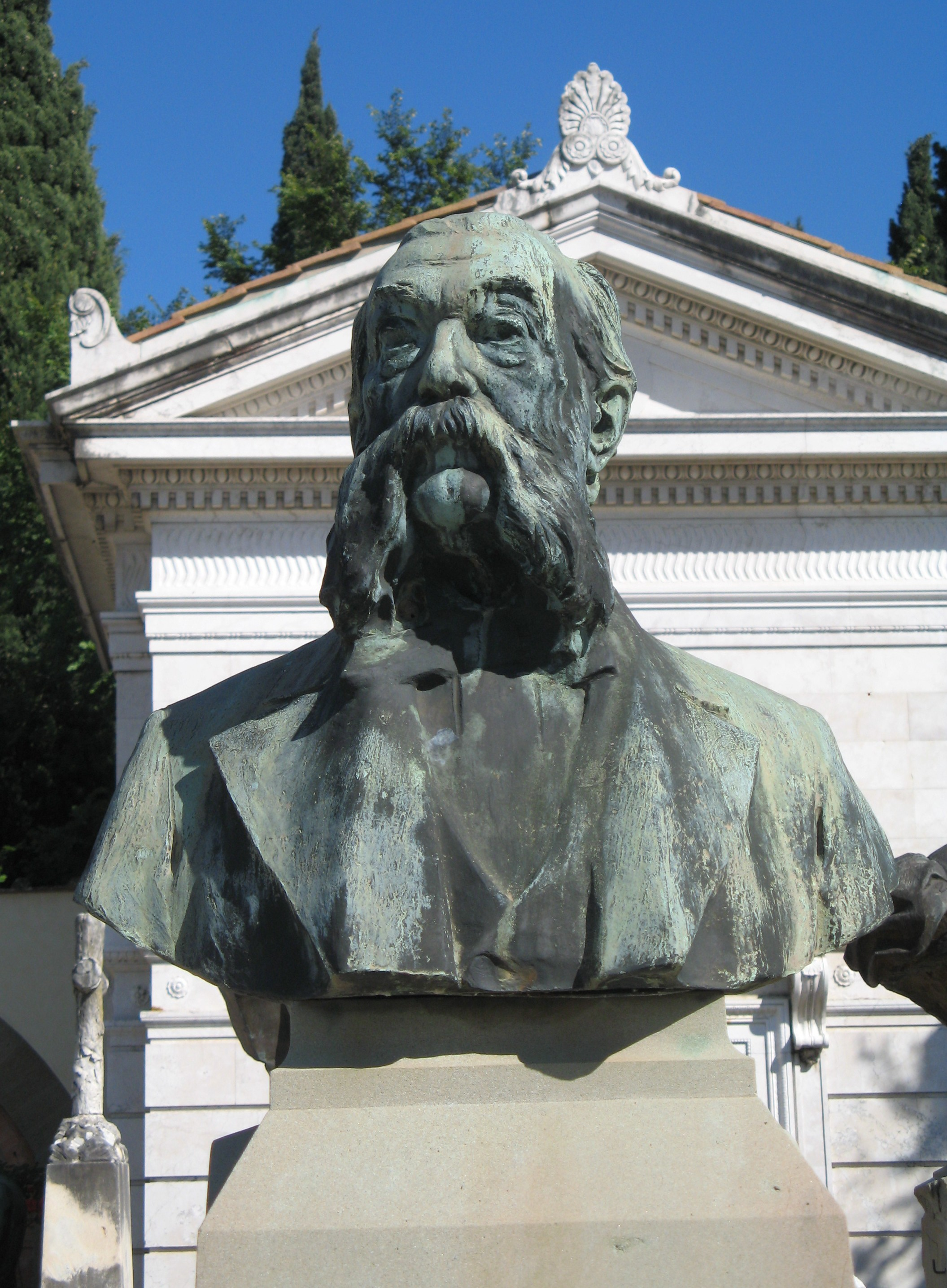
Buste van Pellegrino Artusi

- Mario Cecchi Gori (met zijn echtgenote Valeria)
- Gaetano Chiavacci (met zijn echtgenote Ada)
- Anna Maria Chiavacci Leonardi
- Alimondo Ciampi
- Bruno Cicognani
- Carlo Collodi
- Enrico Coveri
- Felice Le Monnier
- Claudio Leonardi
- Guglielmo Libri Carucci dalla Sommaja
- Nicola Lisi
- Guido Manacorda
- Cipriano Mannucci
- Rodolfo Marma
- Ferruccio Masini
- Giovanni Meyer (oprichter van het Meyer kinderziekenhuis)
- Giovanni Papini
- Stanislao Paszkowski (oprichter van Caffè Paszkowski)
- Marietta Piccolomini
- Ermenegildo Pistelli
- Paolo Poli
- Pilade Pollazzi (oprichter van het tijdschrift Scena illustrata)
- Cesira Pozzolini

- Vasco Pratolini
- Renzo Ricci
- Fedele Romani
- Ottone Rosai
- Bruno Rossi

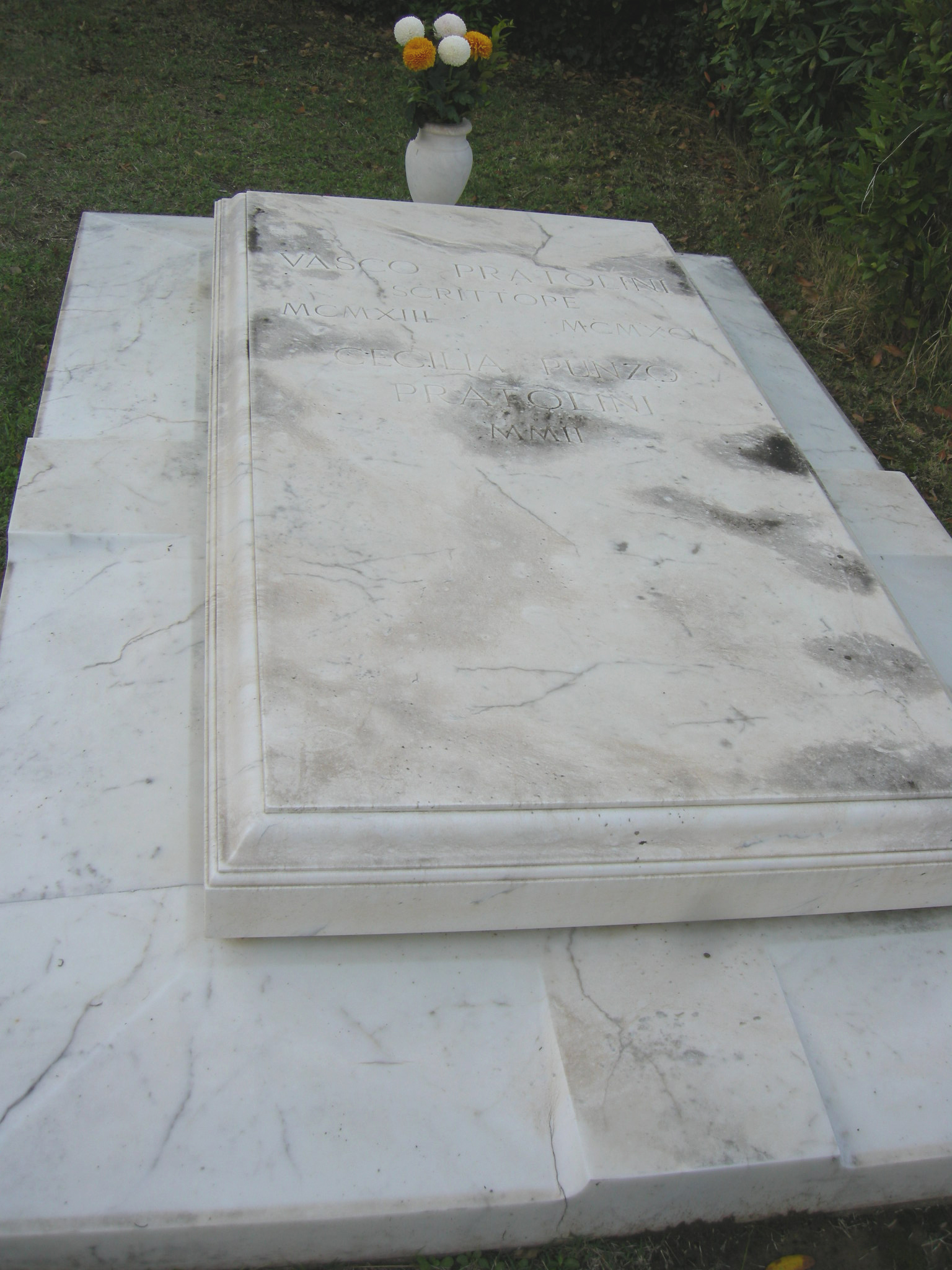
Graf van Vasco Pratolini

- Familie Sapihea (graf van de familie die de latere paus Johannes Paulus II liet studeren)
- Gaetano Salvemini
- Tommaso Salvini
- Giorgio Saviane
- Pietro Scarpini
- Pietro Siciliani
- Odoardo Spadaro
- Giovanni Spadolini
- Frederick Stibbert (familiegraf)
- Angelo Torchi
- Luigi Ugolini
- Aldo Valleroni
- Atto Vannucci
- Familie Vespucci (graf van de familie waartoe ook Amerigo Vespucci behoorde)
- Pasquale Villari

## Galerij

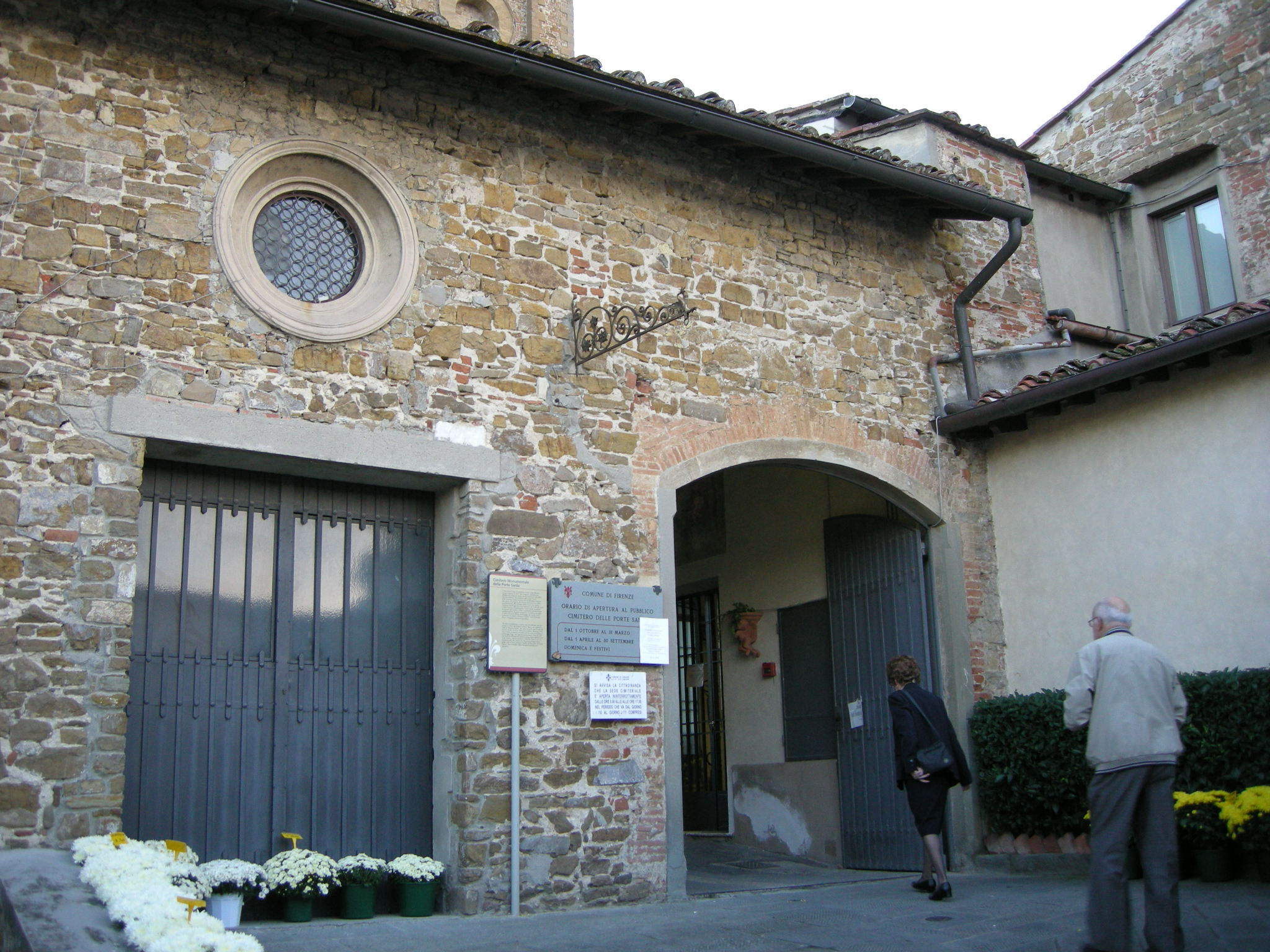
Ingang
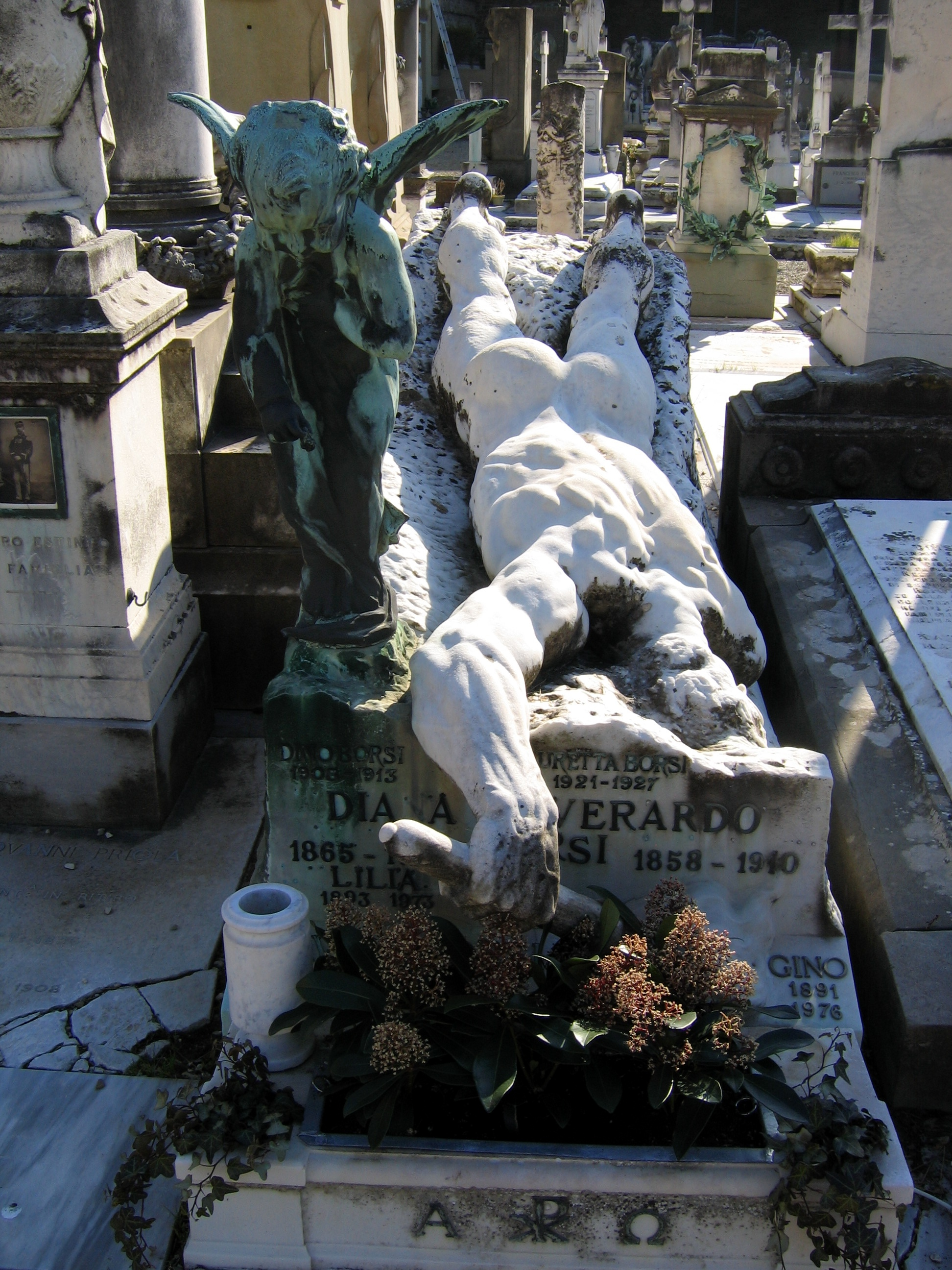
Monumentaal graf
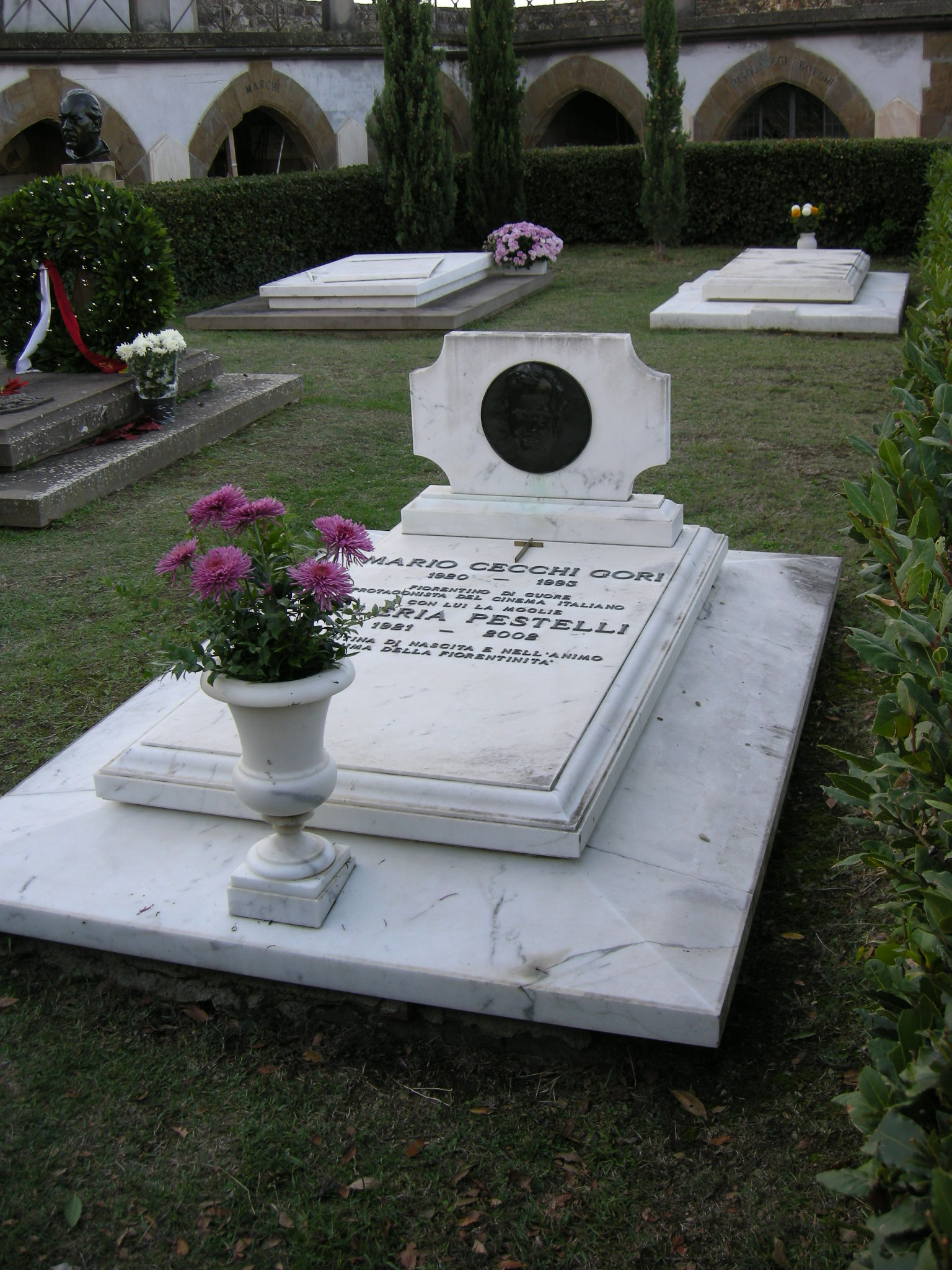
Graf van Mario Cecchi Gori en zijn vrouw Valeria
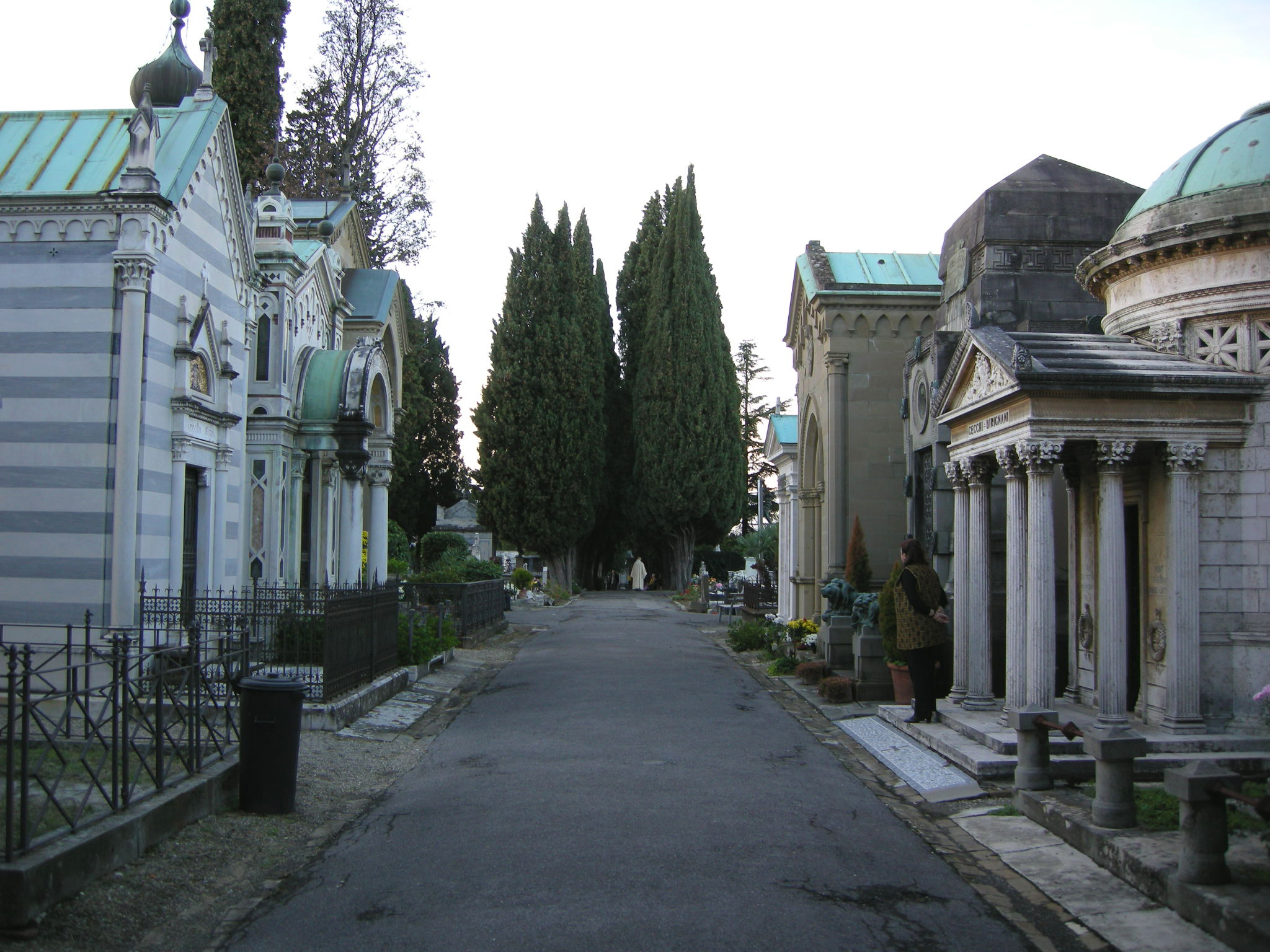
Laantje met grafmonumenten
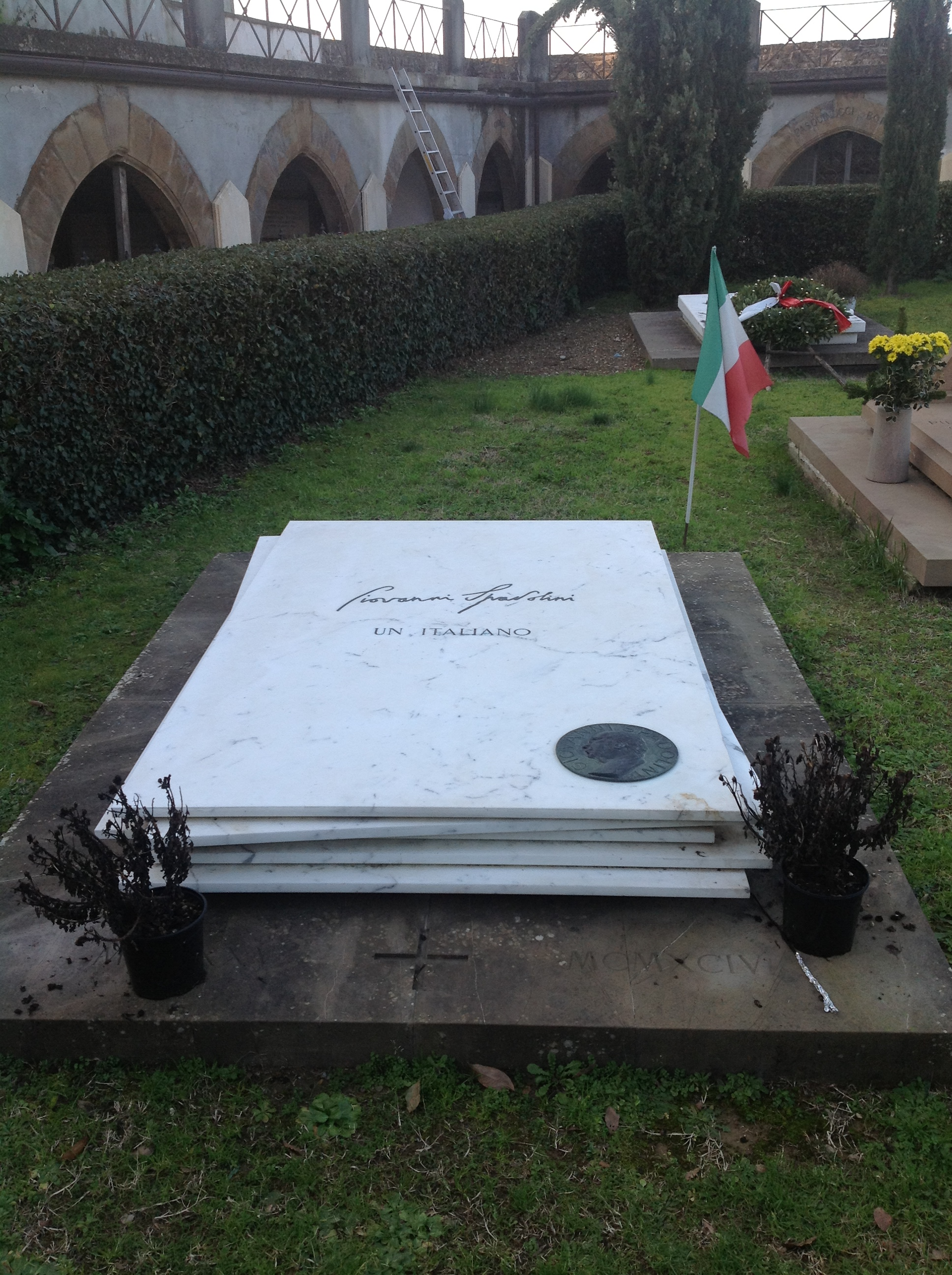
Graf van Giovanni Spadolini
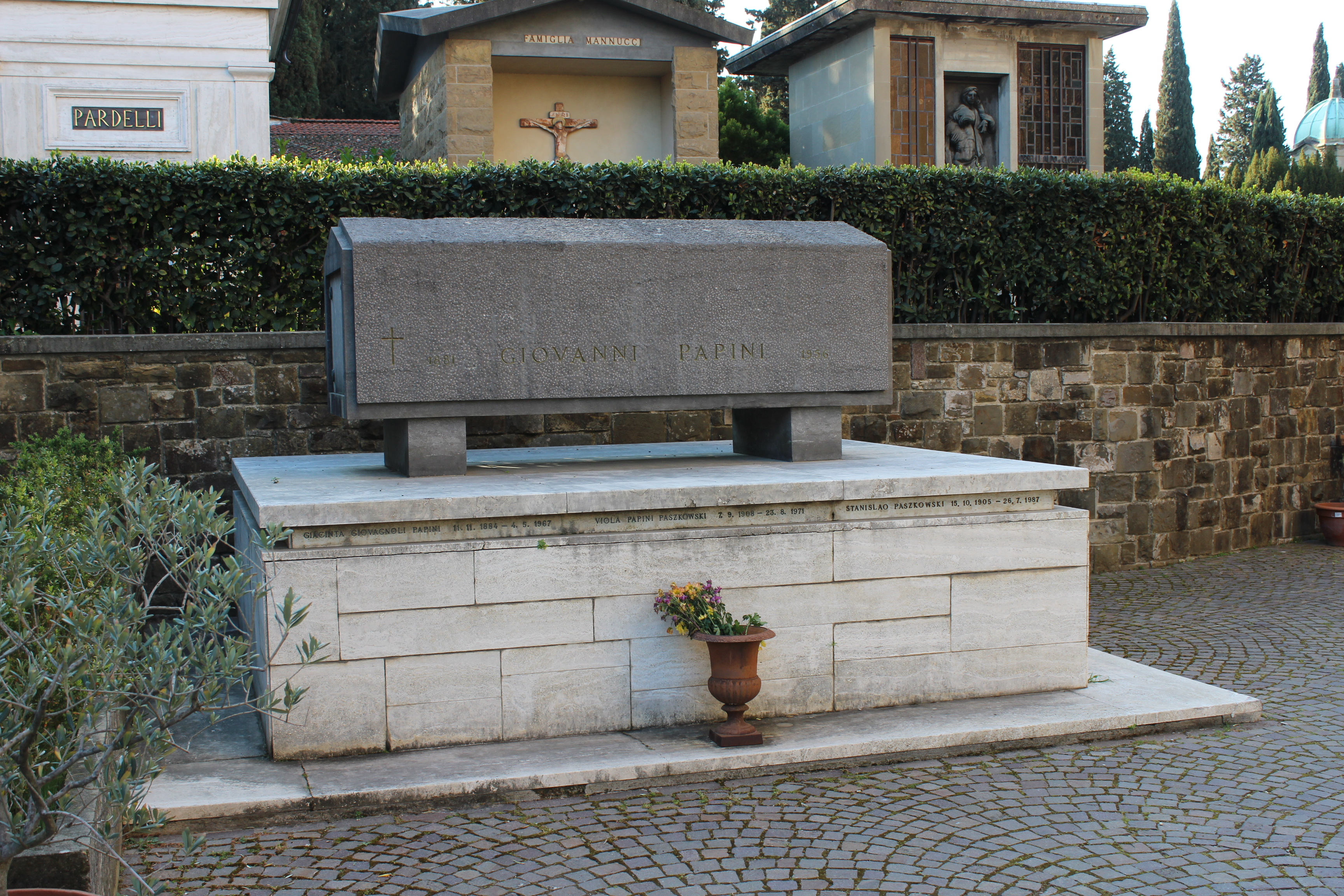
Graf van Giovanni Papini
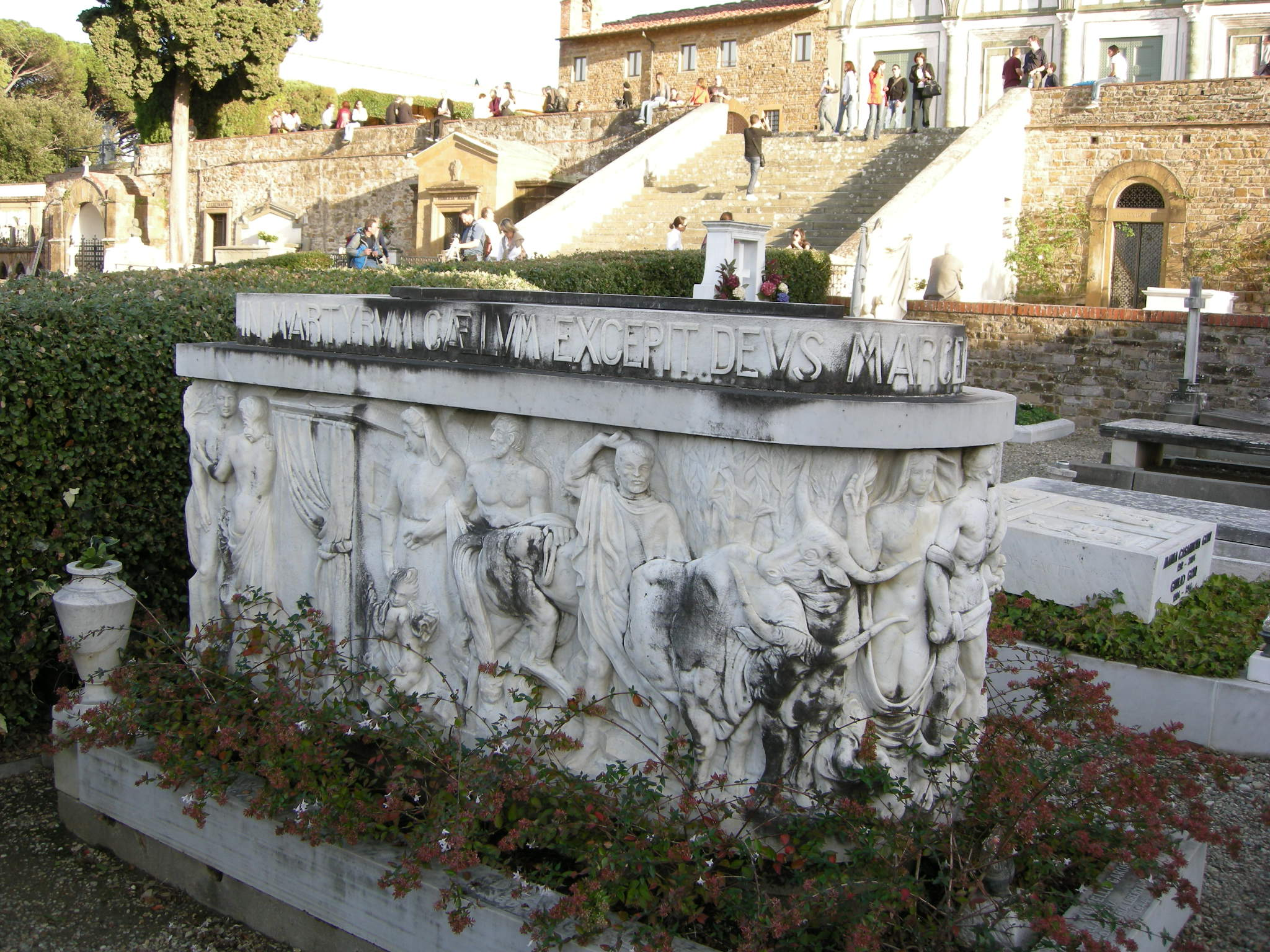
Sarcofaag